# Pedroche
Pedroche – gmina w Hiszpanii, w prowincji Kordoba, w Andaluzji, o powierzchni 121,65 km². W 2011 roku gmina liczyła 1633 mieszkańców.
Urodził tu się arcybiskup meksykański i wicekról Nowej Hiszpanii Pedro Moya de Contreras.